# 政府組織法
政府組織法（せいふそしきほう）は、国家行政事務の体系的・能率的な遂行のために、国家行政機関の設置及びに組織と、職務範囲の大綱を定めるために制定された大韓民国の法律。

## 略歴
- 1948年7月17日:  法律第1号として制定。
- 1955年2月7日:  法律第354号として全面的に改正。
- 1960年7月1日:  法律第552号として全面的に改正。
- 1961年10月2日:  法律第734号として全面的に改正。
- 1963年12月17日:  法律第1506号として全面的に改正。
- 1973年1月15日:  法律第2437号として全面的に改正。
- 1998年2月28日：法律第5529号として全面的に改正。
- 2008年2月29日：法律第8852号として放送通信委員会設置および運営に関する法律により改正。
- 2013年3月23日：法律第11690号として全面的に改正。
- 2014年11月19日：法律第12844号として一部改正。
- 2017年7月26日：法律第14839号として一部改正。

## 構成
全文は、4章43条と附則から構成される。
第1章の総則には、中央行政機関の設置と組職、特別地方行政機関の設置、付属機関の設置、合議制行政機関の設置、権限の委任または委託、行政機関長の職務権限、公務員の定員、予算措置との併行、政府委員などに関する規定がある。
第2章では、大統領に関する諸条項として、大統領の行政監督権、国務会議、国務会議の出席権及び議案提出、大統領秘書室、国家安保室、大統領警護処、国家情報院などに関する規定を定めている。 
第3章には、国務総理の行政監督権、副総理、国務調整室、国務総理秘書室、国務総理の職務代行、国家報勲処、人事革新処、法制処、食品医薬品安全処などに関する規定がある。 
第4章では、行政各部に関する条項として、企画財政部、教育部、科学技術情報通信部、外交部、統一部、法務部、国防部、行政安全部、文化体育観光部、農林畜産食品部、産業通商資源部、保健福祉部、環境部、雇用労働部、女性家族部、国土交通部、海洋水産部、中小ベンチャー企業部等に関する規定を定めている。

## 法律全文
- 日本語訳 - ウェイバックマシン（2001年3月16日アーカイブ分）（1998.2.28法律第5529号）